# Кокебаев, Мустафа
Мустафа Кокебаев (казах. Мұстафа Көкебаев 1888 Букеевская Орда — 1964 Шымкент) — казахский общественный деятель, педагог, а также врач и журналист. Был одним из первых большевиков Астрахани и Букеевской Орды. Занимался журналистикой и публиковал свои статьи в журналах «Айкап», «Казахстан», «Уран», а также принимал участие в их распространении.

## Биография
Он был старшим из троих детей в семье рыбака Кокебая в селе Мынтобе — прибрежного района Букеевской Орды (ныне Атырауская область). В 1907 году в 19 лет окончил четырёхклассное городское училище в Ханской Орде, в 1910 году — Омское ветеринарное училище. В течение учебного года, участвуя в либеральных студенческих движениях, становится постоянным читателем газеты «Орал» из Казани. В 1907—1908 годах в местности Кольборсы Самарской губернии в составе Б. Каратаев, Е. Буйрин, М. Кокебаев, В. Караш, В. В целях сбора средств для выпуска газеты «Казахстан» и приобретения типографии скрытой группой с Мусагалиевым, Х. Сембаевым, Ш. Букеевым, С. Нуралыхановом, С. Мендешевым было проведено подпольное собрание. В 1910—1911 годах И. Кокебаев, работающий скотным фельдшером бойко-прачечной в Астрахани, сотрудничает с астраханским большевиком И. Е. Ивановым и знакомится с революционером Азербайджана Нариманом Наримановым, который находился в ссылке на астраханском краю. Несомненно, это знакомство оказало существенное влияние на общественно-политическую деятельность Мустафы. С 1910 по 1917 год М. Кокебаев работал врачом в Астрахани.
С 1917 по 1918 год с приходом Большевиков он был членом исполкома Астраханской губернии, Казаткома, начальником казахского отделения Народного комиссариата по делам национальностей РСФСР, а также отделения Бокей. 1-2 декабря 1917 года в Орде была установлена Советская власть при активном участии этих астраханских большевиков. Однако на другие отдаленные районы Букейской Орды это не оказало влияния. Поэтому распространение советской идеологии в Букейской Орде и казахской степи в целом будет одной из самых актуальных задач. С 30 апреля по 13 мая 1918 года в Орде проходил съезд Первого Бокейского областного совета, на котором была поручена специальная комиссия по созданию и совершенствованию формирования социалистической Красной армии с целью упорядочения обострения классовой борьбы и оперативной обороны и укрепления Советской власти. В эту социальную комиссию входят С. П. Милютин, М. Кокебаев, Ш. Бекмухамедов, С. Мендешев и другие. представители интеллигенции. В результате планомерных, оперативных действий штаба 21 октября военное руководство Восточного фронта издало приказ о создании в Орде первого образцового казахского советского кавалерийского полка, формирование которого было поручено М. Тунгашину. М. Кокебаев также был избран членом президиума исполкома провинции Бокей и исполняет обязанности ответственного секретаря.
Самой важной и масштабной работой партотдела Бокейского совета было издательское дело. Издательство газеты «Казахстан», основанное Э. Буйриным и группой национальных интеллектуалов, в 1917 году разрешило выпуск газеты «Уран», организованной Г. Мусагалиевым. В 1918 году из этой типографии в Орде вышел первый советский «Хабар» (российское «Известия»), Начали выходить газеты «Казахская правда» и «Қазақ Дұрыстығы». В 1919 году эти издания были упразднены, и появилась новая газета «Дұрыстық жолы». С 1911 по 1913 год участвовал в организации и распространении газеты «Казахстан».
В 1919 году он инициировал открытие «Народного музея» в Букеевской Орде. С 1921 по 1926 год учился на юридическом факультете Саратовского университета. Позже работал в плановых органах Уральска, Алматы, Госплане республики. С 1937 года преподавал в Шымкентском педагогическом институте. Женился на своей первой жене, Рахиле Нурмухамедовне Бокейхановой, через Габдола Бокейханова (брата Рахили), одного из интеллектуалов Бокеевской края, с которым он дружил много лет . От этого брака у них родилось четверо детей, Музафар, Баян, Искандер (Александр) и Айман. Однако Рахиль преждевременно скончалась, оставив Мустафу наедине с детьми. Позже он женился и развёлся со второй женой Аминой Байгариной и прожил всю оставшуюся жизнь один. Он умер в Шымкенте в возрасте 76 лет.